# Zaporniška taborišča v Severni Koreji
Zaporniška taborišča v Severni Koreji imajo nehigienske, življenjsko nevarne razmere in so primerljiva z zgodovinskimi koncentracijskimi taborišči. Vsako leto v zaporih umre veliko število zapornikov, saj so podvrženi mučenju in nečloveškemu ravnanju. Javne in tajne usmrtitve zapornikov, kot tudi otrok, zlasti v primerih poskusa pobega, so običajne. Pogosto se pojavlja tudi pobijanje otrok (in ubijanje novorojenčkov). Stopnja umrljivosti v Severni Koreji je izjemno visoka, ker veliko zapornikov umre zaradi lakote, bolezni, delovnih nesreč ali mučenja.
Zaporniška taborišča je v Severni Koreji se delijo na dva podtipa taborišč: taborišča za politične zapornike (korejsko Kwan-li-so) in taborišča za prevzgojo (korejsko Kyo-hwa-so). Taborišča je v poznih štiridesetih letih 20. stoletja ustanovil ustanovitelj države Kim il-sung, v času vrhunca lakote v državi pa je vlada Kima Džong-ila ustanovila še dodatna številna delovna taborišča na nižji ravni za tiste, ki so bili ujeti pri prehodu severnokorejsko-kitajske meje ali so bili vrnjeni iz Kitajske. Ti prostori za usposabljanje za delo so bili uporabljeni tudi kot odgovor na dejavnost črnega trga, zaradi katere so ljudje iskali hrano po vsem podeželju (Haggard & Noland, 2012). 
Leta 2004 so bili ti prostori za »delovno usposabljanje« v skladu z novimi reformami kazenskega zakonika ter členi o socialnem ter ekonomskem kriminalu redna kazen. Seznam kriminalnih dejanj, katerih kazen je delovno taborišče, se je leta 2007 povečal s povečanjem ustreznih kazni (Haggard & Noland, 2012).
Vlada DLRK zavrača vse obtožbe o kršitvah človekovih pravic v zapornikih taboriščih zaporih in trdi, da to prepoveduje zakon o kazenskem postopku, vendar nekdanji zaporniki pričajo, da v taboriščih vladajo drugačna pravila. Vlada DLRK podatkov o zapornikih ali taboriščih ni objavila in ni dovolila dostopa do nobene organizacije za človekove pravice. Po besedah nekega severnokorejskega prebežnika je Severna Koreja razmišljala, da bi leta 1996 povabila delegacijo Komisije ZN za človekove pravice, da obišče taborišče Yodok.
Lee Soon-ok je leta 2002 Odboru za pravosodje ameriškega senata Združenih držav Amerike podal podrobna pričevanja o svojem preživetju v severnokorejskem zapornem sistemu. Številni drugi nekdanji zaporniki, med drugim Kang Chol-hwan in Shin Dong-hyuk, so podali podrobna in dosledna pričevanja o zločinih človekovih pravic v severnokorejskih taboriščih. 
Po pričevanju nekdanje stražarke taborišča 22, Ahn Myong-chol, so stražarji usposobljeni za ravnanje z zaporniki kot za podljudi. Povedala je o otrocih v enem taborišču, ki so se za preživetje morali boriti za koruzo, pridobljeno iz kravjega gnoja. 

## Internacijska taborišča za politične nasprotnike
Taborišča za interniranje ljudi, obtoženih političnih kaznivih dejanj ali obsojenih kot politično nezanesljivih, vodi Oddelek za državno varnost. Poročila prebežnikov tudi kažejo, da se vsaka verska dejavnost šteje za kaznivo; storilce pogosto aretirajo in pošljejo v taborišča za politične zapornike. Prebežniki so poročali o aretacijah in izginotjih zaradi posedovanja in prebiranja biblij (Komisija ZDA za mednarodno versko svobodo, 2008). Za politične zapornike je zgodovinsko veljalo načelo družinske odgovornosti, kjer so ožji družinski člani obsojenega političnega zapornika veljali tudi za politične zapornike in so bili internirani. Vendar pa je od leta 1994 to načelo družinske odgovornosti skoraj opuščeno. 
Ocenjuje se, da četrt milijona ljudi ostaja politični zaporniki, od tega je ena tretjina otrok, kjer jih redno silijo v suženjsko delo, mučijo in posiljujejo. Glede na satelitske posnetke in pričevanja prebežnikov, vključno z zaporniškimi pazniki, se te kršitve človekovih pravic nadaljujejo nespremenjeno. 
Po besedah nekdanjih stražarjev, ki so pobegnili iz Severne Koreje, jim je bilo v primeru zloma režima družine Kim ali druge severnokorejske krize ukazano, da pobijejo vse politične zapornike. Takojšen poboj približno 120.000 severnokorejskih političnih zapornikov bi se lahko štel za genocid. 
Na podlagi severnokorejskega režima, krivde po združitvi, so v isto politično zaporniško taborišče poslane tudi tri generacije družinskih članov, povezanih z obtoženim članom. 
Taborišča za interniranje se nahajajo v osrednjem in severovzhodnem delu Severne Koreje. Sestavljajo jih številne zaporniške delovne kolonije v samotnih gorskih dolinah, popolnoma izoliranih od zunanjega sveta. Skupno število zapornikov je ocenjeno na 150.000 do 200.000. Taborišče Yodok in taborišče Pukchang sta ločena na dva oddelka: en oddelek za politične zapornike v dosmrtnem priporu, drugi del podoben taboriščih za prevzgojo z zaporniki, obsojenimi na dolgotrajno zaporno kazen od 5 do 20 let. 
Zaporniki so prisiljeni opravljati težko in nevarno suženjsko delo s težkimi sredstvi v rudarstvu in kmetijstvu. Obroki hrane so zelo majhni, tako da zaporniki nenehno trpijo na robu lakote. V kombinaciji s težkim delom to vodi do umiranja velikega števila zapornikov. Ocenjuje se, da 40 % zapornikov umre zaradi podhranjenosti. 
Poleg tega je veliko zapornikov pohabljenih zaradi delovnih nesreč, ozeblin ali mučenja. V taboriščih je strog režim kazni. Zapornike, ki delajo prepočasi ali ne upoštevajo ukaza, tepejo ali mučijo. V primerih kraje hrane ali poskusa pobega se zapornike javno usmrti.
Sprva je bilo približno dvanajst političnih zaporniških taborišč, vendar so bila nekatera združena ali zaprta (npr. zaporniško taborišče Onsong, Kwan-li-so št. 12, po velikem nemiru z okoli 5000 mrtvimi leta 1987). Danes je v Severni Koreji šest političnih zaporniških taborišč, katerih velikost je določena na podlagi satelitskih posnetkov in število zapornikov po oceni nekdanjih zapornikov in nevladnih organizacij. Večina taborišč je dokumentirana v pričevanju nekdanjih ujetnikov, za vsa pa so na voljo koordinate in satelitski posnetki.

### Repretacija
Med vrhuncem lakote sredi in poznih devetdesetih let dvajsetega stoletja je na tisoče Severnih Korejcev prečkalo mejo s Kitajsko v upanju iskanja hrane ali zaposlitve za preživljanje svojih družin doma. Kitajska vlada je v strahu pred posledicami severnokorejske vlade vrnila severnokorejske begunce nazaj v njihovo državo. Severnokorejska mejna policija je pogosto mučila Severne Korejce, ki so bili prisilno vrnjeni v domovino, čeprav je takratna vlada izjavila, da bodo vrnjeni državljani obravnavani pošteno. Če je bilo ugotovljeno, da so tisti, ki so pobegnili na Kitajsko, imeli kakršne koli stike z Južnokorejci ali protestantskimi krščanskimi organizacijami, so jih poslali v delovne kolonije ali gyohwaso (kaznilnice na ravni kaznivih dejanj).

## Prevzgojna taborišča
Prevzgojna taborišča za zapornike prav tako vodi Ministrstvo za socialno varnost. Med običajnimi upiranji in političnimi nasprotovanji je tekoč prehod, saj so ljudje, ki se znajdejo na slabi strani vplivnih članov stranke, pogosto obsojeni zaradi lažnih obtožb. Nato jih v centrih za pridržanje prisilijo v lažna priznanja z brutalnim mučenjem (Lee Soon-ok je na primer moral poklekniti, medtem ko so ga pri ledeni temperaturi tuširali z vodo z drugimi zaporniki, od katerih jih šest ni preživelo), nato pa so obsojeni v  kratkem predstavitvenem sojenju na dolgotrajno zaporno kazen.
V Severni Koreji so politične kazni zelo različne, od prehoda meje do kakršnih koli upiranj političnega reda, in so strogo kaznovani. Zaradi hudih zaporniških razmer z lakoto in mučenjem velik odstotek zapornikov ne preživi svoje kazni. 
Prevzgojna taborišča so veliki kompleksi zaporniških zgradb, obdanih z visokimi zidovi. Položaj zapornikov je precej podoben kot v taboriščih za politične zapornike. V zaporniških prostorih morajo opravljati suženjsko delo in v primeru, da ne izpolnijo delovnih nalog, jih mučijo in (vsaj v taborišču Kaechon) so več dni zaprti v posebnih zaporniških prostorih, ki so premajhne, da bi človek lahko vstal oz. ležijo v celotni dolžini.
Za razliko od taborišč za interniranje političnih zapornikov so zaporniki v prevzgojnih taboriščih po delu prisiljeni na ideološki pouk, prisiljeni pa so se tudi učiti na pamet govora Kima Il-sunga in Kim Džong-ila ter se morajo celo samoopravljati. Številni zaporniki so krivi za običajna kazniva dejanja, ki so kaznovana tudi v drugih državah, npr. g. nezakonit prehod meje, krajo hrane ali nezakonito trgovanje. 
Potem, ko je leta 2017 v javnost izšel posnetek o mučenju dveh žrtev v taborišču, je bilo iz izvida ugotovljeno, da so žrtve mučene na različne načine. Eno žensko, ki so jo obtožili pobega na Kitajsko, je paznik pretepal tako močno, da se je na posnetku videlo kot da se bo sesula. Moškega, ki so ga prav tako obtožili pobega na Kitajsko, je imel zavezan obraz, paznik pa ga mučil z trdo železno palco. Moški se je še dodatno moral klanjati slikama Kima Il-sunga in Kima Džong-ila. Domneva se, da obe žrtvi nista preživeli mučenja.
V Severni Koreji se danes nahaja od 15 do 25 prevzgojnih taborišč.

## Pričevanja
O dogajanju v Severnokorejskih taboriščih je pričalo že več prebežnikov, ki so uspeli pobegniti, ali ki so pobegnili po izpustitvi. Ena pripoved o begunki iz Severne Koreje se spominja, da jo je njen severnokorejski stražar večkrat brcnil v trebuh, da bi ubil njenega 5-mesečnega še nerojenega otroka. Potem ko je med pretepanjem izgubila zavest, se je zbudila v ambulanti taborišča, kjer so njenega otroka na silo odstranili in ga usmrtili. Druga pripoved o še eni begunki se spominja, da jo je drugi severnokorejski stražar prisilil, da je morala v sodu polnemu mrzle vode utopiti svojega lastnega otroka, ker je obstajal sum, da je njegov oče Kitajec. 
Tretja pripoved o moškem beguncu, ki so ga skupaj z njegovo mamo in njegovim bratom zaprli, se spominja, da so njegovo mamo usmrtili z obešanjem, njegovega brata pa so ustrelili na drogu, njega pa so v taborišču zavezali na vrvi, da je več časa visel tik nad gorečim ognjem, zaradi česar se je močno opekel, stražarji pa so mu z kuharskim nožem odrezali del sredinca na desni roki. Četrta pripoved o drugem moškem begnucu, Jungu Gwang-ilu, pa se spominja, da sta ga dva stražarja zavezala na tla ter mu čez glavo zavila vrečo iz blaga ter mu nanj polivala mrzlo vodo. En stražar ga je držal za vrat, drugi pa mu je na obraz polival vodo.
Prebežnik Kim Kwang Il je v svoji knjigi, ki jo je napisal po pobegu v Južno Korejo, predstavil skice mučenja, ki se dogajajo v taboriščih. Ko je nekdo umrl, je bila naloga zapornikov, da se trupla znebijo. Kim je opisal, da so morali napolniti voziček, da so lahko trupla odpeljali. Dokler trupel še ni bilo dovolj, so ležala na tleh, miši pa so jih jedle. Ko je bilo trupel dovolj, so jih zaporniki odpeljali in zažgali. Kim je tudi povedal, da je v zaporih videl toliko ljudi umreti, da se je na to preprosto navadil. Dodal je, da je že prvi dan v zaporu videl že 5 trupel.